# Strindbergslampan
Strindbergslampan är en klassisk elektrisk belysningsarmatur med ett rakt ben, en rund fotplatta och en lätt välvd glasskärm. Glasskärmen kan vara av olika färger, ofta vit eller grön.
Strindbergslampan inspirerades ursprungligen av en lampa på August Strindbergs skrivbord, men utformningen i de modeller som idag produceras har föga eller ingen likhet med Strindbergs egen lampa.

## Ursprunglig utformning
Utformningen var från början en serie lampor som började tillverkas av Karlskrona Lampfabrik under 1910-talet, en serie som då gick under namnet bordstakslampor. Lamporna tillverkades i en nationalromantisk stil som då var tidstypisk. De tillverkades i svartlackat järn, med en rustik form inspirerad av fornnordisk stil och tidig svensk historia. Lampans bärande element är tre järnstänger som vridits till spiraler, och som håller lampskärmen uppe.

## Namnet
Namnet tillkom då Karlskrona lampfabriks fabrikör Björn-Orvar Skantze besökte Nordiska museets Strindbergsutställning, och såg att August Strindbergs arbetsbord hade lysts upp av en skrivbordslampa med tredelad fot liknande Strindbergslampan. Med inspiration av den valde man att döpa lampserien till Strindbergslampa.
August Strindberg ägde dock aldrig en Strindbergslampa. Omkring 1908 och 1909 inhandlade Strindberg flera exklusiva lampor från bland annat Arvid Böhlmarks Lampfabrik och Odhner & Co; ingen av dessa såg dock ut som den lampa på skrivbordet som inspirerade till strindbergslampan. Skrivbordslampan var en fotogenlampa, eftersom Strindberg föredrog att skriva i fotogenets fladdrande ljus. Den hade ett intensivt "rött öga", och specialimporterades förmodligen då den inte ingick i vare sig Arvid Böhlmarks eller Odhners ordinarie sortiment. När man vid Strindbergsutställningen 1937 återskapade Strindbergs arbetsrum valde man dock att ersätta fotogenlampan av en elektrisk lampa, och det var denna elektriska lampa som Skantze såg på 1950-talet.
När Karlskrona Lampfabrik återupptog produktionen av sin klassiska bordstakslampa och valde att kalla den för strindbergslampan var det inledningsvis som smeknamn: i broschyrer och annonser användes inte under 1950-talet egennamn, utan artikelnummer. När Ikea började lansera egennamn i sina kataloger påverkades dock även andra till att göra liknande, och då började även benämningen strindbergslampa att dyka upp i kataloger. Då hade de redan kallats så länge informellt.

## Senare produktion
Skantze ska ha uppskattat den atmosfär som lampan framställde i Strindbergs återskapade arbetsrum. Karlskrona Lampfabrik valde därför att återuppta produktionen av den tidigare bordstakslampan, och kalla den för Strindbergslampan. Den enda likheten med Strindbergs lampa var dock att den hade ett flerdelat ben. Man lanserade också en variant med rakt ben, rund fotplatta och producerad i mässing.
På 1970-talet lanserade Firman Konsthantverk i Tyringe en egen variant av Strindbergslampan, även den med ett rakt ben. Denna variant inspirerades i sin tur av en typ från den egna produktionen på 1920-talet, men som nu togs upp i nyproduktion. 1996 följdes detta upp av en särskild jubileumsmodell av företagets strindbergslampa. Även andra företag började ta fram egna modeller.
Merparten av de senare modellerna har liten eller ingen likhet med den lampa som stod på Strindbergs skrivbord, eller någon annan av Strindbergs lampor. I likhet med Almqvistlampan, döpt efter Carl Jonas Love Almqvist, och Rydbergslampan, döpt efter Viktor Rydberg, har namnen blivit genre- och modellnamn, med föga kontakt med respektive författares lampor. 1997 såldes i OBS Interiörs butiker en lampa som fick namnet "Strindbergsbordslaman Siri", som uppkallades efter Siri von Essen, Strindbergs fru.
1997 skänkte Karlskrona Lampfabrik ett exemplar av sin klassiska modell av Strindbergslampan till Nordiska museet, en modell som fortfarande produceras och säljs.